# Émeraude Mawanda
Émeraude Muyenga Mawanda, née le 25 mars 1998, est une footballeuse congolaise qui joue en tant que défenseure du TP Mazembe et de l'équipe nationale féminine de la RD Congo.

## Carrière
Émeraude Mawanda joue pour le FCF Attaque Sans Recul et le TP Mazembe, elle fait ses débuts seniors pour la RD Congo le 25 mars 2021 lors d'une victoire amicale 4-0 à domicile contre le Congo.

### Matchs internationaux
Les scores et les résultats listent les buts de la RD Congo en premier.
| Non. | Date         | Lieu                                                          | Adversaire | Score | Résultat | Concours | Réf.  |
| ---- | ------------ | ------------------------------------------------------------- | ---------- | ----- | -------- | -------- | ----- |
| 1    | 25 mars 2021 | Stade des Martyrs, Kinshasa, République démocratique du Congo | Congo      | 4–0   | 4–0      | Amical   | [ 3 ] |